# La coppa di Apollo
La coppa di Apollo (アポロの杯?, Aporo no Sakazuki) è un libro dello scrittore giapponese Yukio Mishima pubblicato nel 1967.

## Tema
L'opera contiene testi diversi: diari di viaggi, una serie di articoli pubblicati su diversi giornali nipponici dal 1951 al 1967 e una conferenza. Mishima mette in luce inaspettate doti di viaggiatore: attraverso i suoi occhi, il lettore occidentale riscopre in una prospettiva tutta orientale e mai banale l'America e l'Europa degli Anni Cinquanta, il Brasile e l'India. Ad esempio, nel 1961 l'autore scrive, a proposito di Venezia: «è incredibile che una città così misteriosa, così originale, esista ancora sulla terra».

## Edizioni italiane
- La coppa di Apollo, trad. e cura di Maria Chiara Migliore, Milano, Leonardo, 1993, ISBN 88-355-0129-6. - Roma, Atmosphere Libri, 2021, ISBN 978-88-656-4359-4.